# Pedro Sequera
Pour les articles homonymes, voir Sequera.
Pedro Sequera, né le 7 juillet 1991 à Nirgua, est un coureur cycliste vénézuélien.

## Palmarès et résultats

### Palmarès par année
- 2013
  - 6e étape du Tour du Trujillo
  - 2e du championnat du Venezuela du contre-la-montre espoirs
  - 2e du championnat du Venezuela sur route espoirs
- 2015
  - Tour de Bramón
- 2016
  - 2e étape du Tour du Trujillo
  - 2e étape du Clásico Restaurante el Gran Chivo
- 2019
  - Clásico Venezuela País de Futuro
  - 2e du championnat du Venezuela de course aux points
  - 3e du championnat du Venezuela sur route
- 2021
  - Clásico Apertura Estado de Aragua
- 2023
  - 2e étape du Tour du Venezuela

### Classements mondiaux
| Année                                 | 2013 | 2014 | 2015 | 2016  | 2017 | 2018  | 2019  | 2020 | 2021 | 2022 | 2023  | 2024  |
| ------------------------------------- | ---- | ---- | ---- | ----- | ---- | ----- | ----- | ---- | ---- | ---- | ----- | ----- |
| Classement mondial                    |      |      |      | 2008e | nc   | 2663e | 1052e | nc   | nc   | nc   | 2998e | 2057e |
| UCI America Tour                      | 271e | 427e | nc   | 343e  | nc   | 378e  | 134e  | nc   | nc   | nc   | nc    | nc    |
|                                       |      |      |      |       |      |       |       |      |      |      |       |       |
| Légende : nc = non classéSource : UCI |      |      |      |       |      |       |       |      |      |      |       |       |